# Berwick Auto Car Company
Berwick Auto Car Company war ein US-amerikanischer Hersteller von Automobilen.

## Unternehmensgeschichte
Das Unternehmen wurde im Juni 1903 in Hastings in Michigan gegründet. Im Dezember 1903 erfolgte der Umzug nach Grand Rapids, ebenfalls in Michigan. Erst hier begann 1904 die Produktion von Automobilen. Der Markenname lautete Berwick, evtl. mit dem Zusatz Electric. Im gleichen Jahr endete die Produktion.

## Fahrzeuge
Im Angebot stand ein Elektroauto. Die Leistung des Elektromotors ist nicht überliefert, aber er ermöglichte nur eine Höchstgeschwindigkeit von 24 km/h. Mit einer Batterie von Willard war eine Reichweite von 72 km angegeben, und mit einer wesentlich teureren Batterie von Edison 96 km Reichweite. Die offene Karosserie des Runabout bot Platz für zwei Personen. Gelenkt wurde mit einem Lenkhebel.